# ریجو

لوگو شرکت

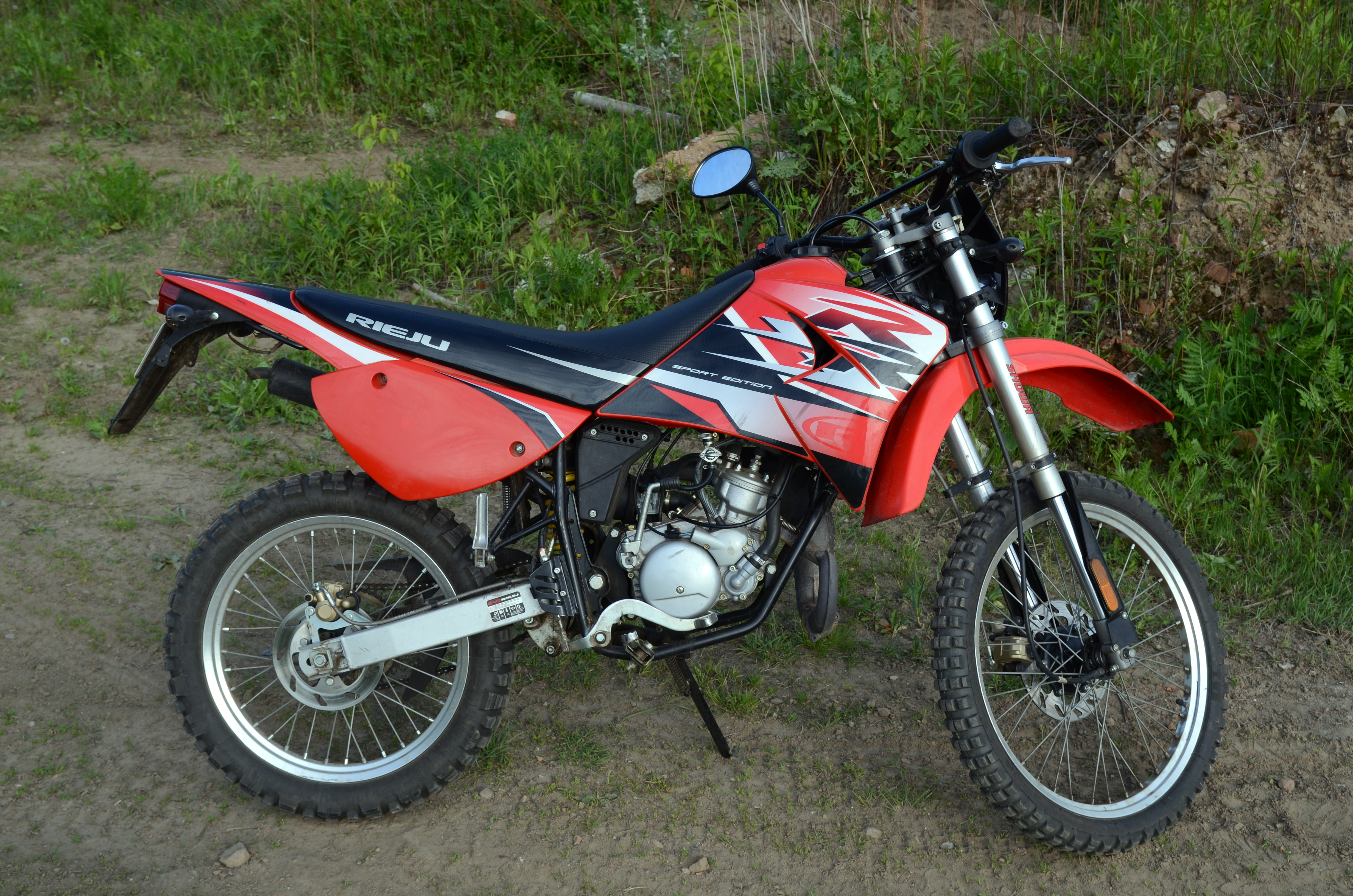
ریجو RR 50cm

Rieju تولید کننده موپد و موتور سیکلت از اسپانیا است. در شهرستان فیگرس در کشور اسپانیا مستقر است. آنها در تولید موتورسیکلت های کوچک (بین 49 تا 450 سی سی) با موتورهای مینرالی تخصص دارند. محصولات آنها تقریباً در تمام کشورهای اروپایی موجود است.

## تاریخچه
در سال ۱۹۳۴، دو کارآفرین جوان، لوئیس ریرا کاره و جیمی خوانولا فارس، شرکتی را برای تولید لوازم جانبی دوچرخه تأسیس کردند. نام RIEJU از حروف اول هر یک از نام خانوادگی آنها (RIEra + JUanola) گرفته شده است.
آنها زمینی را خریدند و شروع به ساخت یک کارخانه کردند، اما جنگ داخلی اسپانیا نقشه های آنها را نقش بر آب کرد. دولت جمهوری خواه این ساختمان ناتمام را مصادره کرد و از آن به عنوان انبار کامیون ها استفاده کرد. طبقه دوم، بالای ساختمان موجود در زمان جنگ ساخته شد و در زمان بازگشت تسهیلات به عنوان پرداخت سود در نظر گرفته شد.
در سال ۱۹۴۰، زمانی که جنگ تمام شد، ریجو فعالیت صنعتی خود را در زمینه ساخت لوازم جانبی دوچرخه از سر گرفت.
در سال ۱۹۴۲، ریجو به عنوان یک شرکت محدود خصوصی (لیمیتد) با سرمایه 1 میلیون پستا (یکای پول رسمی کشور اسپانیا در میان سال‌های ۱۸۶۹ تا سال ۲۰۰۲ است) تأسیس شد و شروع به ساخت اولین مدل دوچرخه خود در کنار اجزای سازنده خود کرد. این شرکت در آن زمان ۳۵ کارمند داشت و به طور متوسط هر هفته ۳۰ دوچرخه می ساخت.
در سال ۱۹۴۷ ریجو اولین موتورسیکلت خود را ساخت و به یکی از دوچرخه های خود یک موتور کمکی ۳۸ سی سی چهار زمانه (ساخته شده توسط Serwa فرانسه) متصل به چرخ عقب را اضافه کرد. این مدل دارای قدرت 1 اسب بخار و حداکثر سرعت در حدود ۴۰ کیلومتر بر ساعت بود. دو سال بعد، در سال ۱۹۴۹، ریجو مدل "شماره ۲" را روانه بازار کرد که اکنون با انجین قوی تر و جعبه دنده طراحی شده در داخل ساخته شده بود. مدل های بعدی (شماره ۳، شماره ۴، و غیره) این وسیله نقلیه را تکامل دادند تا ظاهری شبیه به موتور سیکلت بدست آورد.
در سال ۱۹۶۴ ریجو با مینرالی به توافق رسید تا موتورسیکلت های خود را تحت لیسانس تولید کند و مدل "Jaca" را با ۳.۵ اسب بخار و حداکثر سرعت ۷۰ کیلومتر در ساعت به بازار عرضه کند. اما سرعت به دلیل قوانین موتور سیکلت به ۴۰ کیلومتر در ساعت محدود شد.
مدل برجسته جاکا در دهه های ۱۹۶۰ و ۱۹۷۰ تکامل یافت و مدل های Confort و TT را به وجود آورد. در سال ۱۹۷۸، ریجو یک موتورسیکلت با گیربکس اتوماتیک ساخت اما موفقیت آمیز نبود.
تولید به طور پیوسته در طول دهه ۸۰ افزایش یافت، با مدل های جدید و متنوع تر، که ریجو را در میان برترین فروشندگان موتورسیکلت های کوچک (موپد) در اسپانیا قرار داد. همچنین، موتورسیکلت های ریجو جوایز متعددی را در مسابقات بین‌المللی اندرو به دست آوردند که باعث بالا رفتن شهرت این مارک شد.
در سال ۱۹۹۴، این شرکت راه خود را به بازارهای دیگر باز کرد و صادرات مدل های خود را در سراسر اروپا آغاز کرد. تا سال ۲۰۰۶ صادرات حدود ۶۰ درصد از فروش آنها را تشکیل می داد.
سال ۲۰۱۱ شاهد عرضه بسیاری از تولیدات جدید ریجو بودیم که مهمترین آنها RS3 50 و RS3 125LC بود. آنها ساخت اسپانیا هستند و از انجین های یاماها استفاده می کنند.
در سال ۲۰۲۰، ریجو حقوق مدل‌ های موتورسیکلت آفرود گس گس را خریداری کرد. 

## مسابقات
اولین پیروزی های ریجو در اندرو در فصل ۱۹۸۰و۱۹۷۹ بود، زمانی که جوردی پیفرر تائوله، سوار بر موتورسیکلت اندرو، در رده ۸۰ سی سی قهرمان اسپانیا شد.

## لینک های خارجی
- سایت رسمی انگلیسی
- باشگاه ریجو هلند؛ یک انجمن برای سوالات فنی، همچنین به زبان انگلیسی تحت عنوان؛ انجمن بین المللی
- مدل‌ها و تاریخچه RIEJU MOTORS